# Styringomyia flava
Styringomyia flava är en tvåvingeart som beskrevs av Enrico Adelelmo Brunetti 1911. Styringomyia flava ingår i släktet Styringomyia och familjen småharkrankar. Inga underarter finns listade i Catalogue of Life.